# Плазма непосредственного пьезо-разряда
Плазма непосредственного пьезо-разряда является типом холодной неравновесной  плазмы генерируемой непосредственным разрядом высоковольтного пьезотрансформатора в атмосфере рабочего газа в широком диапазоне давлений, включая атмосферное. Благодаря компактности и эффективности пьезотрансформатора, этот способ генерации плазмы отличается особой компактностью, энергетической эффективностью и дешевизной.

## Введение
Большинство промышленных генераторов холодной  плазмы атмосферного давления используют блоки питания высокого напряжения либо постоянного тока либо низкочастотного переменного тока для создания и поддержания дугового разряда. Дуговой разряд создает плазму относительно однородную по температурам атомов, молекул, ионов и электронов, достигающую 6000 – 12000 К. 
Холодную неравновесную плазму атмосферного давления можно создать высокочастотным емкостным разрядом между электродами, разделенными диэлектрическими стенками. При этом используют высоковольтные блоки питания переменного тока.
Несмотря на то что это хорошо изученные и налаженные промышленные технологии, они имеют высокую стоимость, связанную с типичной дороговизной высоковольтной техники.

## Технология непосредственного пьезо-разряда
В основе генератора плазмы непосредственного пьезо-разряда лежит пьезотрансформатор, вторичная цепь которого одновременно является электродом высокого напряжения, через который протекает разряд создающий плазму.  Эта схема позволяет избавиться от дорогостоящих высоковольтных высокочастотных кабелей, и, благодаря компактности пьезотрансформатора, позволяет добиться особо компактных размеров генератора плазмы.
 Пьезотрансформатор, который может быть изготовлен из кристалла  цирконат-титаната свинца (ЦТС), генерирует переменное высокое напряжение преобразуя переменное низкое напряжение порядка нескольких вольт сначала в колебательную механическую энергию кристалла благодаря обратному  пьезоэлектрическому эффекту, которая затем преобразуется в высокое напряжение благодаря прямому  пьезоэлектрическому эффекту на другом конце пьезо-кристалла.  Работая при максимальной амплитуде механического резонанса, пьезотрансформаторы позволяют достичь коэффициентов трансформации по напряжению более 1000. Этим методом может быть создано переменное высокое напряжение с амплитудой порядка 5 – 15 кВ и частотой 10 – 500 кГц. Мощность такого трансформатора может достигать величин порядка 10 Вт.
Открытый конец пьезо-кристалла одновременно является электродом высокого переменного напряжения через который протекает разряд генерирующий плазму. Поскольку пьезо-кристалл является диэлектриком, свойства разряда напоминают свойства высокочастотного ёмкостного разряда протекающего через диэлектрик. В частности, разряд имеет структуру микро-нитей создающихся в короткие промежутки времени порядка микросекунд. На основе этой технологии были созданы микроструйные генераторы плазмы, а также генераторы  коронного разряда. Эффективность таких генераторов достигает 90 %; при этом 10 % энергии теряется на тепловыделение в пьезо-кристалле.

## Свойства плазмы
Температура частично ионизированного газа порядка 300 К была измерена методами оптической спектроскопии. Плотности электронов порядка 10−16-10−14 м−3 могут быть достигнуты в области разряда. Сам разряд может быть зажжён в воздушной атмосфере, а также в атмосфере таких газов как аргон, гелий, азот.

## Применения
Свойства плазмы непосредственного пьезо-разряда открывают большую область применений в медицинских технологиях, микробиологии и клинических исследованиях.
Наиболее типичным промышленным применением плазмы непосредственного пьезо-разряда является  плазменная активация поверхностей металлов и пластмасс с целью улучшения их смачиваемости. Такая обработка приводит к улучшению качества последующей склейки и печати.  При этом особая компактность генератора плазмы используется для создания портативных и ручных приборов.
Генераторы озона на основе плазмы непосредственного пьезо-разряда с высокой эффективностью создают средние концентрации озона.